# Усмивчица
Усмивчица е комедия от 2007 година, режисиран от Грег Араки. Това е деветият филм на режисьора и главен герой в него е Анна Фарис. Може да се определи като типичен stoner movie – субжанр комедии с основна тема употребата на марихуана. Филмът обаче получава противоречиви отзиви както от критиката, така и от любителите на този жанр филми.

## Сюжет
Внимание:  Текстът по-долу разкрива сюжета на произведението (или части от него)!
Джейн Ф. (Анна Фарис) е млада неамбициозна актриса, която предпочита да пуши канабис пред това да работи и живееща със съквартирант, който е нейната пълна противоположност. Филмът разглежда един ден от нейния живот, в който тя изяжда всички кексчета на съквартиранта си и впоследствие разбира, че те са били сготвени с канабис. Оттук нататък денят и е низ от комични ситуации.